# Secamone siamensis
Secamone siamensis är en oleanderväxtart som först beskrevs av Rudolf Schlechter, och fick sitt nu gällande namn av Klack.. Secamone siamensis ingår i släktet Secamone och familjen oleanderväxter. Inga underarter finns listade i Catalogue of Life.